# Паменциці
Паменциці (пол. Pamięcice) — село в Польщі, у гміні Палечниця Прошовицького повіту Малопольського воєводства.
Населення — 260 осіб (2011).
У 1975—1998 роках село належало до Келецького воєводства.

## Демографія
Демографічна структура станом на 31 березня 2011 року:
|          | Загалом | Допрацездатний вік | Працездатний вік | Постпрацездатний вік |
| -------- | ------- | ------------------ | ---------------- | -------------------- |
| Чоловіки | 129     | 13                 | 98               | 18                   |
| Жінки    | 131     | 21                 | 75               | 35                   |
| Разом    | 260     | 34                 | 173              | 53                   |